# Келлі Лігган
Келлі Лігган (нар. 5 лютого 1979) — колишня ірландська тенісистка.
Найвищу одиночну позицію світового рейтингу — 181 місце досягла 15 вересня 2003, парну — 113 місце — 15 вересня 2003 року.
Здобула 4 одиночні та 1 парний титул.
Завершила кар'єру 2010 року.

## Фінали турнірів WTA

### Парний розряд (1 перемога)
| Дата              | Турнір                        | Покриття | Партнерка       | Суперниці                       | Рахунок     |
| ----------------- | ----------------------------- | -------- | --------------- | ------------------------------- | ----------- |
| 10 листопада 2002 | Pattaya Women's Open, Таїланд | Тверде   | Рената Ворачова | Ліна Красноруцька Тетяна Панова | 7–5, 7–6(7) |

## Фінали ITF
| турніри $100,000 |
| турніри $75,000  |
| турніри $50,000  |
| турніри $25,000  |
| турніри $10,000  |

### Одиночний розряд (4–4)
| Результат | Ранг | Дата           | Турнір                     | Покриття | Суперниця                  | Рахунок            |
| --------- | ---- | -------------- | -------------------------- | -------- | -------------------------- | ------------------ |
| Поразка   | 1.   | 17 травня 1999 | Елваш, Португалія          | Тверде   | Еріка Краут                | 1–6, 5–7           |
| Перемога  | 1.   | 25 червня 2000 | Монреаль, Канада           | Тверде   | Дженніфер Ембрі            | 6–3, 6–2           |
| Перемога  | 2.   | 2 липня 2000   | Lachine, Канада            | Ґрунт    | Ремі Тедзука               | 7–5, 6–0           |
| Поразка   | 2.   | 8 липня 2002   | Філікстоу, Велика Британія | Трава    | Олена Балтача              | 6–4, 2–6, 3–6      |
| Поразка   | 3.   | 6 червня 2006  | Мадрид, Іспанія            | Тверде   | Марія Хосе Мартінес Санчес | 6–7, 3–6           |
| Перемога  | 3.   | 6 серпня 2006  | Віго, Іспанія              | Тверде   | Лаура Торп                 | 6–1, 6–3           |
| Перемога  | 4.   | 13 серпня 2006 | Коїмбра, Португалія        | Тверде   | Моніка Нікулеску           | 6–0, 7–6(7)        |
| Поразка   | 4.   | 10 липня 2007  | Бостон, США                | Тверде   | Варвара Лепченко           | 2–6, 7–5, 0–5 ret. |

### Парний розряд (7–13)
| Результат | Ранг | Дата              | Турнір                               | Покриття   | Партнерка                 | Суперниці                               | Рахунок             |
| --------- | ---- | ----------------- | ------------------------------------ | ---------- | ------------------------- | --------------------------------------- | ------------------- |
| Поразка   | 1.   | 23 червня 1997    | Манаус, Бразилія                     | Тверде     | Кароліне Ґермар           | Джоанн Мур Хімена Родрігес              | 0–6, 2–6            |
| Поразка   | 2.   | 18 травня 1998    | Олівейра-де-Аземейш, Португалія      | Тверде     | Ірина Селютіна            | Крістіна Коррея Бруна Колозіу           | 2–6, 4–6            |
| Перемога  | 1.   | 3 серпня 1998     | Періге, Франція                      | Ґрунт      | Паула Гарсія              | Саманта Шеффель Стефані Тестар          | 3–6, 6–3, 7–6(3)    |
| Поразка   | 3.   | 10 серпня 1998    | Saint-Gaudens, Франція               | Ґрунт      | Паула Гарсія              | Сільві Сальяберрі Орелі Веді            | 3–6, 6–7(5)         |
| Поразка   | 4.   | 7 грудня 1998     | Майорка, Іспанія                     | Ґрунт      | Паула Гарсія              | Катя Альтілія Джулія Казоні             | 3–6, 6–7(4)         |
| Поразка   | 5.   | 8 лютого 1999     | Майорка, Іспанія                     | Ґрунт      | Емманюелль Курутше        | Марія Фернанда Ланда Анхелес Монтоліо   | 6–2, 4–6, 6–7(4)    |
| Перемога  | 2.   | 24 травня 1999    | Гімарайнш, Португалія                | Тверде     | Ципора Обзилер            | Сабіна да Понте Х'яна Гутьєррес         | 6–3, 6–1            |
| Перемога  | 3.   | 31 травня 1999    | Олівейра-де-Аземейш, Португалія      | Тверде     | Ципора Обзилер            | Маріана Меса Хорхеліна Торті            | 6–4, 4–6, 7–6(6)    |
| Поразка   | 6.   | 9 жовтня 2000     | Мехіко, Мексика                      | Тверде     | Кірстін Фрає              | Жоана Кортез Ванесса Менга              | 3–5, 4–5(4–6), 0–4  |
| Поразка   | 7.   | 30 жовтня 2000    | Гейвард (Каліфорнія), США            | Тверде     | Мілагрос Секера           | Нана Міяґі Нірупама Санджив             | 2–4, 2–4            |
| Поразка   | 8.   | 5 березня 2001    | Ортізеї, Італія                      | Тверде (i) | Катерина Кожокіна         | Анжеліка Бахманн Ева Дірберг            | 6–3, 4–6, 2–6       |
| Поразка   | 9.   | 12 листопада 2001 | Мехіко, Мексика                      | Тверде     | Рената Ворачова           | Аманда Огастус Дженніфер Расселл        | 6–7(5), 6–2, 6–7(5) |
| Перемога  | 4.   | 6 травня 2002     | Единбург, Велика Британія            | Ґрунт      | Кончіта Мартінес Гранадос | Вікторія Девіс Ева Мартінцова           | 5–7, 6–0, 6–1       |
| Перемога  | 5.   | 22 липня 2002     | Памплона, Іспанія                    | Тверде (i) | Олена Балтача             | Івонн Дойл Сусанне Трік                 | 6–7(6), 7–6(1), 6–3 |
| Поразка   | 10.  | 14 липня 2003     | Ойстер-Бей (містечко, Нью-Йорк), США | Тверде     | Енслі Карґілл             | Дженніфер Расселл Джессіка Ленгофф      | 2–6, 3–6            |
| Поразка   | 11.  | 5 вересня 2005    | Мадрид, Іспанія                      | Тверде     | Седа Норландер            | Андрея Клепач Ніка Ожегович             | 3–6, 3–6            |
| Поразка   | 12.  | 12 жовтня 2005    | Джерсі, Велика Британія              | Тверде (i) | Надія Островська          | Вероніка Хвойкова Станіслава Грозенська | 6–4, 2–6, 5–7       |
| Поразка   | 13.  | 18 жовтня 2005    | Мехіко, Мексика                      | Тверде     | Соледад Есперон           | Марія Хосе Архері Летісія Собрал        | 6–7(2), 6–2, 0–6    |
| Перемога  | 6.   | 25 жовтня 2005    | Мехіко, Мексика                      | Тверде     | Соледад Есперон           | Яміле Форс Герра Янет Нуньєс Мохарена   | 1–6, 6–4, 6–3       |
| Перемога  | 7.   | 28 лютого 2006    | Клірвотер, США                       | Тверде     | Ліна Станчюте             | Наталі Грандін Шанелль Схеперс          | 6–3, 6–1            |